# Ridgeland (Wisconsin)
Ridgeland é uma vila localizada no estado norte-americano de Wisconsin, no Condado de Dunn.

## Demografia
Segundo o censo norte-americano de 2000, a sua população era de 265 habitantes.
Em 2006, foi estimada uma população de 248, um decréscimo de 17 (-6.4%).

## Geografia
De acordo com o United States Census Bureau tem uma área de
1,1 km², dos quais 1,1 km² cobertos por terra e 0,0 km² cobertos por água. Ridgeland localiza-se a aproximadamente 334 m acima do nível do mar.

## Localidades na vizinhança
O diagrama seguinte representa as localidades num raio de 24 km ao redor de Ridgeland.